# Caetano de Nossa Senhora do Pópulo Veloso
Caetano de Nossa Senhora do Pópulo Veloso, O.F.M. Ref. (Caldas da Rainha, 19 de novembro de 1729 – setembro de 1803), foi um frei fraciscano da Província de Arrábida e prelado português da Igreja Católica, que foi bispo de São Tomé.

## Biografia
Frei professo da Província de Arrábida, recebeu a ordenação presbiteral em 18 de março de 1755.
Foi proposto para bispo de São Tomé pelo regente Dom João em 26 de janeiro de 1802, sendo seu nome aprovado pelo Papa Pio VII em consistório de 24 de maio do mesmo ano.
Não chegou a ir para as Ilhas, falecendo em Portugal em setembro de 1803.